# 202-я танковая бригада
202-я танковая Сивашская Краснознаменная  бригада — танковая бригада Красной армии в годы Великой Отечественной войны.
Сокращённое наименование — 202 тбр.

## Боевой и численный состав
Бригада формировалась по штатам №№ 010/345-010/352 от 15.02.1942 г.:
- Управление бригады [штат № 010/345]
- 172-й отд. танковый батальон [штат № 010/346] - пп № 01123
- 182-й отд. танковый батальон [штат № 010/346] - пп № 01098
- Мотострелково-пулемётный батальон [штат № 010/347]
- Противотанковая батарея [штат № 010/348]
- Зенитная батарея [штат № 010/349]
- Рота управления [штат № 010/350]
- Рота технического обеспечения [штат № 010/351]
- Медико-санитарный взвод [штат № 010/352]

Директивой ГШ КА № орг/3/309784 от 19.06.1944 г. переведена на штаты №№ 010/500-010/506:
- Управление бригады [штат № 010/500]
- Рота управления [штат № 010/504]
- 1-й отд. танковый батальон [штат № 010/501], до 19.06.1944 - 172-й отд. танковый батальон
- 2-й отд. танковый батальон [штат № 010/501], до 19.06.1944 - 182-й отд. танковый батальон
- 3-й отд. танковый батальон [штат № 010/501], с лета 1944
- Моторизованный батальон автоматчиков [штат № 010/502]
- Зенитно-пулемётная рота [штат № 010/503]
- Рота технического обеспечения [штат № 010/505]
- Медсанвзвод [штат № 010/506]

Численный состав:
| Дата       | Объединение       | Личный состав (чел) | Типы танков (исправных/неисправных) | Всего | Источник сведений                 |
| ---------- | ----------------- | ------------------- | ----------------------------------- | ----- | --------------------------------- |
| 01.04.1942 | Москва            |                     | 16 Т-60, 20 МК-2                    | 36    | ЦАМО РФ. ф. 38, оn. 11355. д. 890 |
| 23.04.1942 | Брянский фронт    | 1102                | 20 Т-60, 26 МК-2                    | 46    | ЦАМО РФ. ф. 38, оп. 11373, д. 150 |
| 10.07.1943 | Воронежский фронт |                     | 7 Т-34, 2 МК-2, 11 МК-3             | 20    | Танки Ленд-Лиза. С. 46            |

## Подчинение
Периоды вхождения в состав Действующей армии:
- с 30.04.1942 по 05.08.1943 года.
- с 30.09.1943 по 04.06.1944 года.
- с 12.07.1944 по 01.04.1945 года.

| Дата          | Фронт (округ)            | Армия                 | Корпус               | Дивизия | Бригада | Примечания |
| ------------- | ------------------------ | --------------------- | -------------------- | ------- | ------- | ---------- |
| 01.02.1942 г  | Московский военный округ |                       |                      |         |         |            |
| 01.03.1942 г  | Московский военный округ |                       |                      |         |         |            |
| 01.04.1942 г. | Брянский фронт           |                       |                      |         |         |            |
| 01.05.1942 г. | Брянский фронт           |                       |                      |         |         |            |
| 01.06.1942 г. | Брянский фронт           | 48-я армия            |                      |         |         |            |
| 01.07.1942 г. | Брянский фронт           | 48-я армия            |                      |         |         |            |
| 01.08.1942 г. | Брянский фронт           | 48-я армия            |                      |         |         |            |
| 01.09.1942 г. | Брянский фронт           | 48-я армия            |                      |         |         |            |
| 01.10.1942 г. | Брянский фронт           | 48-я армия            |                      |         |         |            |
| 01.11.1942 г. | Брянский фронт           | 48-я армия            |                      |         |         |            |
| 01.12.1942 г. | Брянский фронт           | 48-я армия            |                      |         |         |            |
| 01.01.1943 г  | Брянский фронт           | 48-я армия            |                      |         |         |            |
| 01.02.1943 г  | Брянский фронт           | 13-я армия            | 19-й танковый корпус |         |         |            |
| 01.03.1943 г. | Брянский фронт           |                       | 19-й танковый корпус |         |         |            |
| 01.04.1943 г. | Брянский фронт           | 13-я армия            |                      |         |         |            |
| 01.05.1943 г. | Брянский фронт           | 13-я армия            |                      |         |         |            |
| 01.06.1943 г. | Центральный фронт        |                       | 19-й танковый корпус |         |         |            |
| 01.07.1943 г  | Центральный фронт        |                       | 19-й танковый корпус |         |         |            |
| 01.08.1943 г. | Центральный фронт        |                       | 19-й танковый корпус |         |         |            |
| 01.09.1943 г. | Московский военный округ |                       | 19-й танковый корпус |         |         |            |
| 01.10.1943 г. | Южный фронт              |                       | 19-й танковый корпус |         |         |            |
| 01.11.1943 г  | 4-й Украинский фронт     |                       | 19-й танковый корпус |         |         |            |
| 01.12.1943 г  | 4-й Украинский фронт     |                       | 19-й танковый корпус |         |         |            |
| 01.01.1944 г  | 4-й Украинский фронт     |                       | 19-й танковый корпус |         |         |            |
| 01.02.1944 г  | 4-й Украинский фронт     |                       | 19-й танковый корпус |         |         |            |
| 01.03.1944 г  | 4-й Украинский фронт     |                       | 19-й танковый корпус |         |         |            |
| 01.01.1944 г  | 4-й Украинский фронт     |                       | 19-й танковый корпус |         |         |            |
| 01.02.1944 г  | 4-й Украинский фронт     |                       | 19-й танковый корпус |         |         |            |
| 01.03.1944 г  | 4-й Украинский фронт     |                       | 19-й танковый корпус |         |         |            |
| 01.04.1944 г  | 4-й Украинский фронт     |                       | 19-й танковый корпус |         |         |            |
| 01.04.1944 г  | 4-й Украинский фронт     |                       | 19-й танковый корпус |         |         |            |
| 01.05.1944 г  | 4-й Украинский фронт     |                       | 19-й танковый корпус |         |         |            |
| 01.06.1944 г  | РВГК                     |                       | 19-й танковый корпус |         |         |            |
| 01.07.1944 г  | Московский военный округ |                       | 19-й танковый корпус |         |         |            |
| 01.08.1944 г  | 1-й Прибалтийский фронт  |                       | 19-й танковый корпус |         |         |            |
| 01.09.1944 г  | 1-й Прибалтийский фронт  | 51-я армия            | 19-й танковый корпус |         |         |            |
| 01.10.1944 г  | 1-й Прибалтийский фронт  | 6-я гвардейская армия | 19-й танковый корпус |         |         |            |
| 01.11.1944 г  | 1-й Прибалтийский фронт  | 6-я гвардейская армия | 19-й танковый корпус |         |         |            |
| 01.12.1944 г  | 2-й Прибалтийский фронт  |                       | 19-й танковый корпус |         |         |            |
| 01.01.1945 г  | 2-й Прибалтийский фронт  |                       | 19-й танковый корпус |         |         |            |
| 01.02.1945 г  | 2-й Прибалтийский фронт  |                       | 19-й танковый корпус |         |         |            |
| 01.03.1945 г  | 2-й Прибалтийский фронт  | 6-я гвардейская армия | 19-й танковый корпус |         |         |            |
| 01.04.1945 г  | Курляндская группа войск |                       | 19-й танковый корпус |         |         |            |
| 01.05.1945 г  | РВГК                     |                       | 19-й танковый корпус |         |         |            |

## Командиры

### Командиры бригады
- Юплин Николай Александрович, полковник. 31.03.1942 - 02.03.1943 года.[1]
- Лебедев Николай Михайлович, подполковник (убыл на учёбу), 02.03.1943 - 00.09.1943 года.[2]
- Фещенко Михаил Григорьевич, полковник, ид,00.09.1943 - 18.02.1944 года[3]
- Фещенко Михаил Григорьевич, полковник (26.12.1944 погиб в бою) 18.02.1944 - 26.12.1944 года.
- Тимохин Демьян Васильевич, полковник, 01.01.1945 - 10.06.1945 года.[4]

### Начальники штаба бригады
- Варламов Григорий Степанович, майор, 30.05.1942 - 00.01.1943 года.[5]
- Хромченко Михаил Фёдорович, майор, с 31.07.1943 подполковник,  на 03.05.1943   года.[6]
- Даревский Борис Григорьевич, подполковник, 00.11.1943 - 00.02.1944  года.[7]
- Бойков (по другим данным Батков) Борис Григорьевич, майор, подполковник, 00.02.1944 года.[8]

### Заместитель командира бригады по строевой части
- Хромченко Михаил Фёдорович, подполковник, на 10.43 - 00.11.1943 года.

### Начальник политотдела, заместитель командира по политической части
- Калугин Николай Трофимович, ст. политрук, с 06.11.1942 майор, с 19.08.1943 подполковник (27.12.1944 убит в бою), 05.03.1942 - 29.12.1944 года.
- Чибизов Анатолий Кузьмич, полковник, 28.01.1945 - 20.09.1945 года.

## Танкисты-снайперы
- Падуков Леонид Степанович, капитан, командир батальона 202-й тбр. 2 танка и 3 орудия.
- Щербин Дмитрий Петрович, капитан, командир батальона 202-й тбр. 5 побед.

## Отличившиеся воины
| Награда | Ф. И.О                          | Звание                                                                                     | Должность         | Дата награждения   | Примечания                       |
| ------- | ------------------------------- | ------------------------------------------------------------------------------------------ | ----------------- | ------------------ | -------------------------------- |
|         | Жуков, Константин Иванович      | механик-водитель танка Т-34 2-го танкового батальона 202-й танковой бригады                | старшина          | 24 марта 1945 года | погиб в бою 22 августа 1944 года |
|         | Кирманович, Владимир Николаевич | командир истребительно-противотанковой батареи 202-й танковой бригады                      | капитан           | 24 марта 1945 года |                                  |
|         | Кубышкин, Павел Антонович       | командир танковой роты 172-го танкового батальона 202-й танковой бригады                   | старший лейтенант | 24 марта 1945 года |                                  |
|         | Мельников, Анатолий Васильевич  | командир взвода Т-34 2-го танкового батальона 202-й танковой бригады                       | старший лейтенант | 24 марта 1945 года | погиб в бою 22 августа 1944 года |
|         | Падуков, Леонид Степанович      | командир 2 танкового батальона 202-й танковой бригады                                      | капитан           | 24 марта 1945 года |                                  |
|         | Пильников, Александр Павлович   | командир танковой роты 1-го танкового батальона 202-й танковой бригады                     | лейтенант         | 24 марта 1945 года |                                  |
|         | Щербанёв, Тимофей Карпович      | командир танко-десантной роты мотострелкового пулемётного батальона 202-й танковой бригады | лейтенант         | 24 марта 1945 года |                                  |
|         | Щербин, Дмитрий Петрович        | командир 3-го танкового батальона 202-й танковой бригады                                   | капитан           | 24 марта 1945 года |                                  |

## Награды и наименования
| Награда, наименование             | Дата                                        | За что получена |
| --------------------------------- | ------------------------------------------- | --- |
| Почётное наименование "Сивашская" | Приказ ВГК № 0102 от 24.04.1944 года.       | за образцовое выполнение боевых заданий командования при прорыве сильно укрепленной обороны противника на Перекопском перешейке и в озерных дефиле на южном побережье Сиваша                           |
| Орден Красного Знамени            | Указ Президиума ВС СССР от 31.10.1944 года. | За образцовое выполнение заданий командования в боях с немецкими захватчиками, при прорыве обороны противника северо-западнее и юго-западнее Шауляй (Шавли) и проявленные при этом доблесть и мужество |

## Память

Танк-памятник освободителям Симферополя
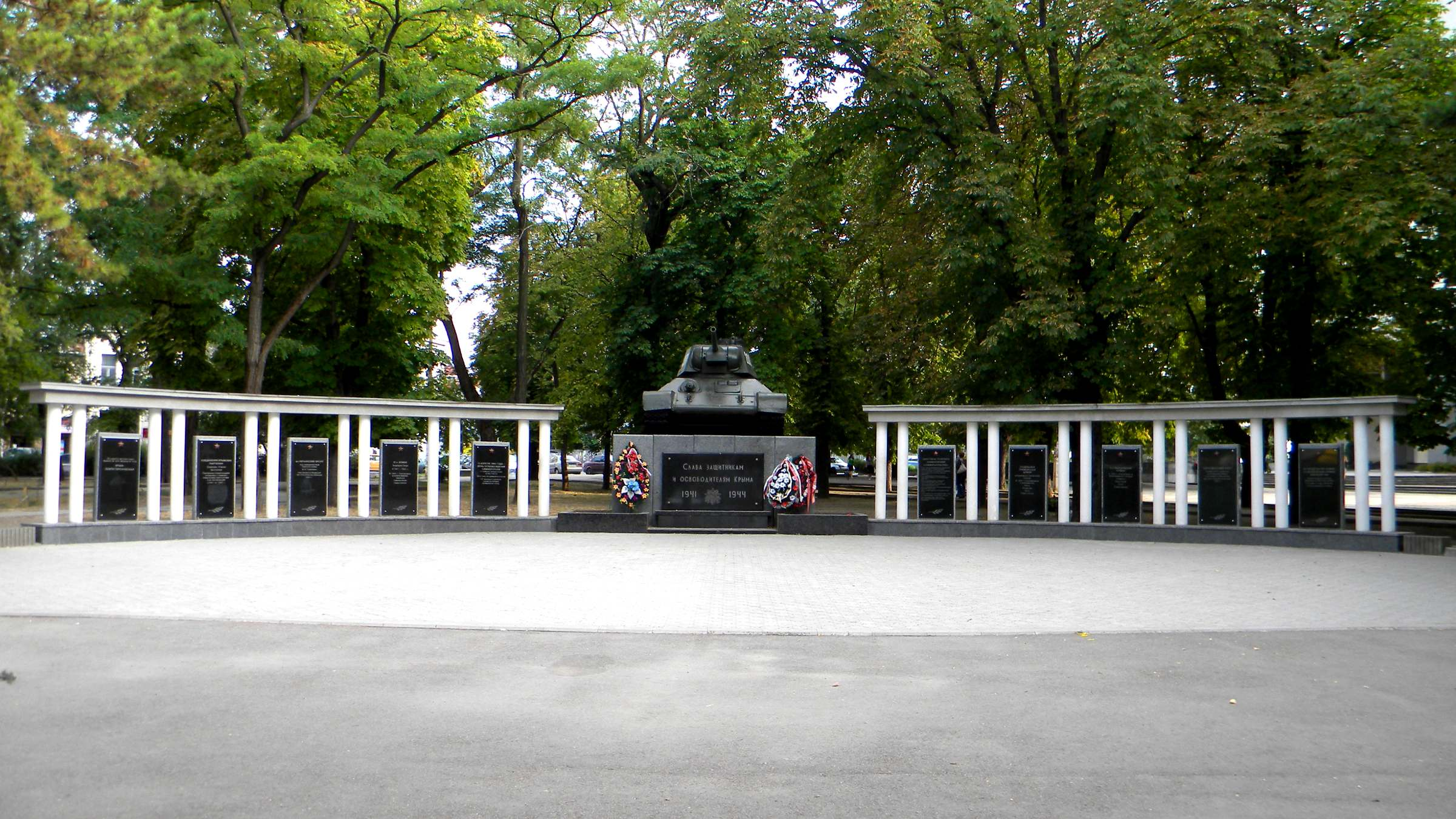
Общий вид мемориала  Объект культурного наследия народов РФ регионального значения. Рег. № 911710892560005 (ЕГРОКН)
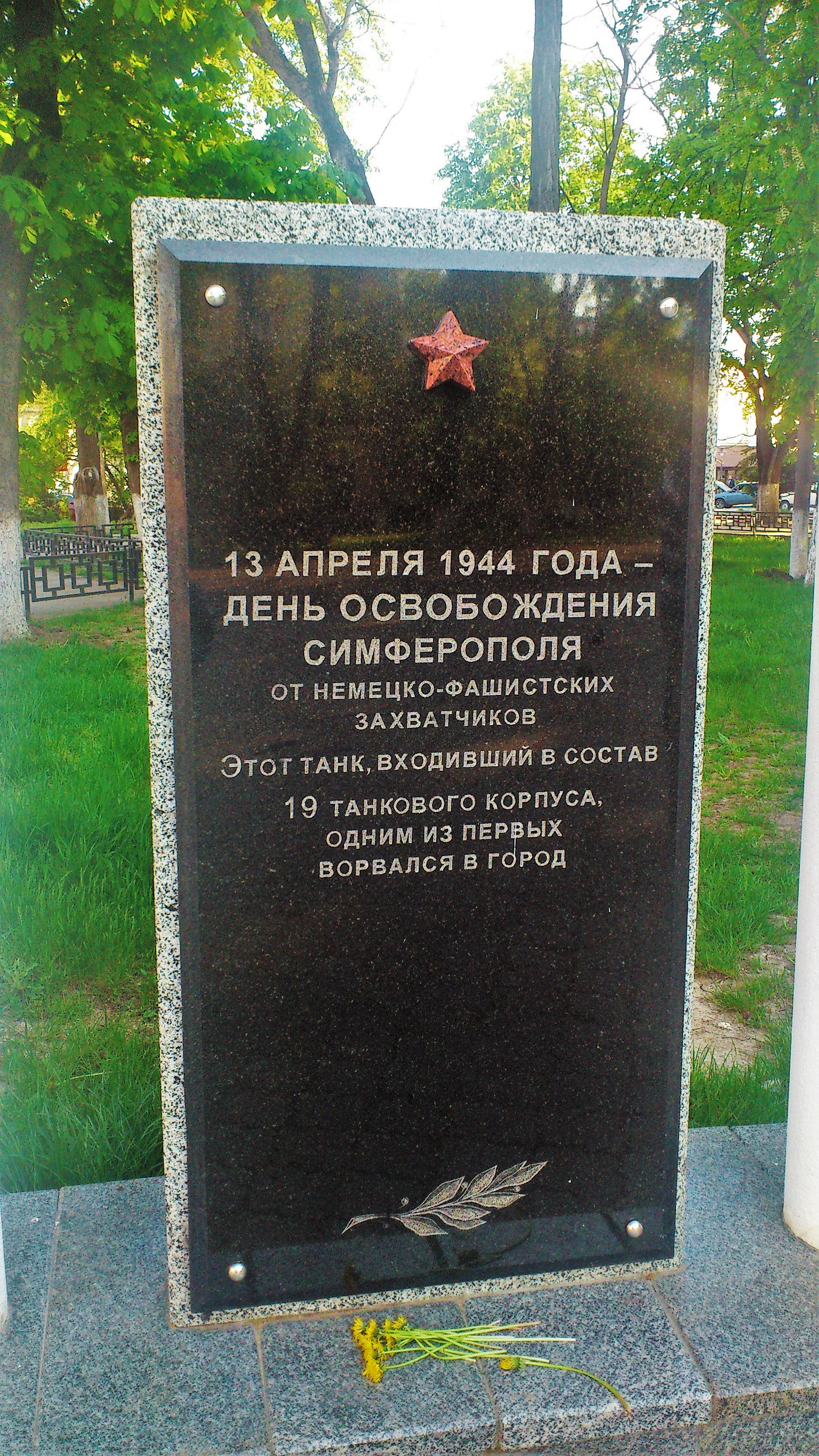
Плита памяти бойцов 19-го танкового корпуса
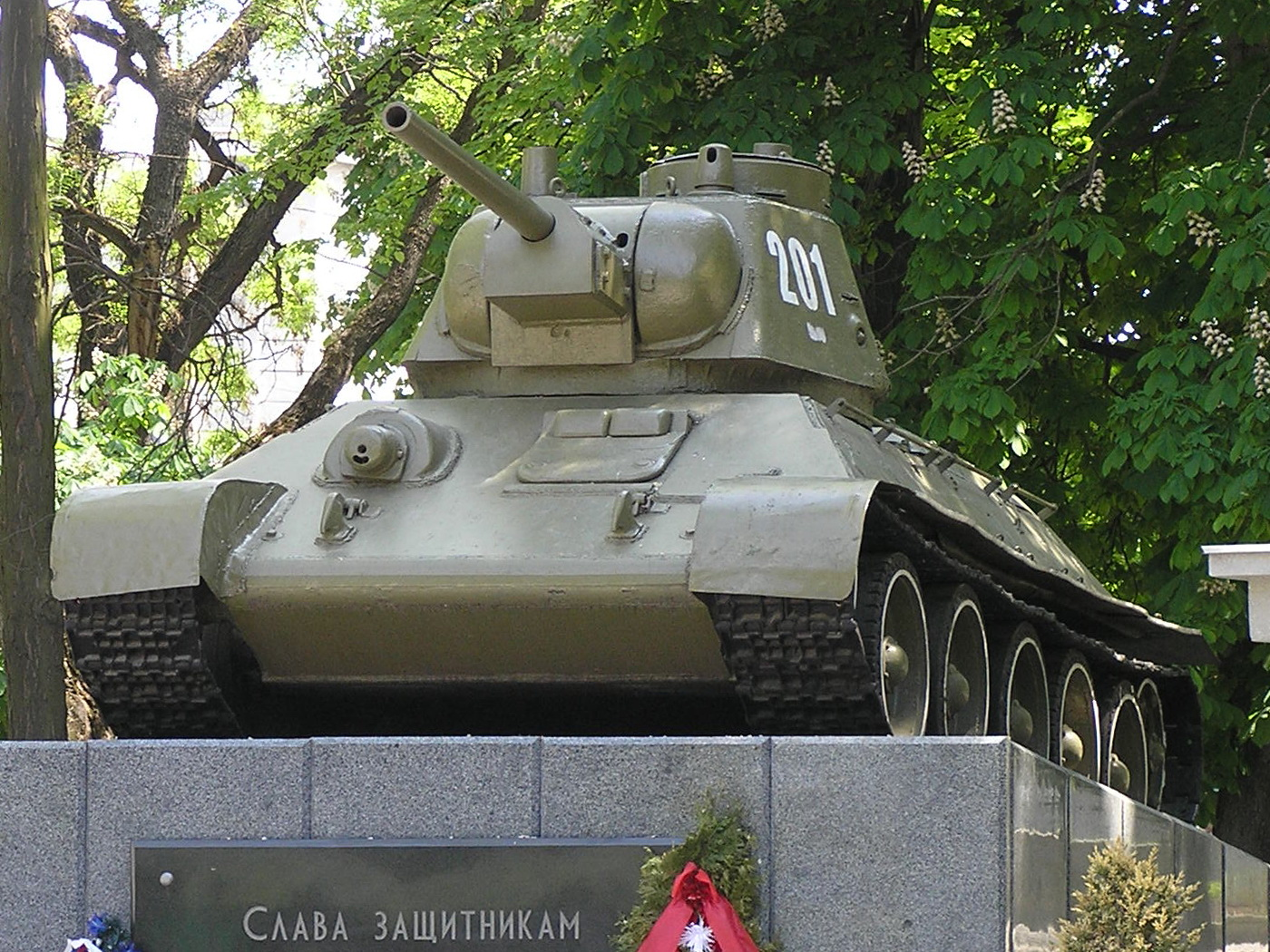
Танк ОТ-34, одним из первых ворвавшийся в Симферополь